# Hypericophyllum tessmannii
Hypericophyllum tessmannii là một loài thực vật có hoa trong họ Cúc. Loài này được (Mattf.) G.V.Pope mô tả khoa học đầu tiên năm 1975.